# Yekaterina Parliuk
Yekaterina Parliuk (Unión Soviética, 21 de enero de 1935 - 22 de septiembre de 2004) fue una atleta soviética especializada en la prueba de 400 m, en la que consiguió ser subcampeona europea en 1958.

## Carrera deportiva
En el Campeonato Europeo de Atletismo de 1958 ganó la medalla de plata en los 400 metros, llegando a meta en un tiempo de 54.8 segundos, tras su compatriota Maria Itkina (oro con 54.7 s que fue récord de los campeonatos) y por delante de la británica Molly Hiscox (bronce con 55.7 s).